# Ida zu Schaumburg-Lippe

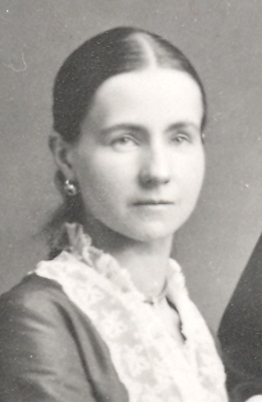
Ida zu Schaumburg-Lippe, Fürstin Reuß älterer Linie

Ida Mathilde Adelheid zu Schaumburg-Lippe (* 28. Juli 1852 in Bückeburg; † 28. September 1891 in Greiz) war eine deutsche Prinzessin aus dem Haus Schaumburg-Lippe und durch Heirat von 1872 bis zu ihrem Tod Fürstin Reuß älterer Linie.

## Leben
Ida zu Schaumburg-Lippe war die dritte Tochter und das fünfte Kind des späteren Fürsten Adolf Georg zu Schaumburg Lippe und dessen Ehefrau Hermine zu Waldeck und Pyrmont.
Am 8. Oktober 1872 heiratete Ida zu Schaumburg-Lippe in Bückeburg den Fürsten Heinrich XXIII. Reuß zu Greiz. Die Fürstin war bei der Bevölkerung überaus populär, was unter anderem auf ihre „häusliche Einfachheit“ und Wohltätigkeit zurückzuführen war. Auch war sie in der Philosophie und den Naturwissenschaften äußerst gebildet und führte oft Diskussionen mit „Männern der Wissenschaft“, die ihre hohe Bildung schätzten.
Die Fürstin war Namensgeberin für das Jagdschloss Ida-Waldhaus sowie für das 1884/85 an das Untere Schloss Greiz angebaute Ida-Palais, in dem sich fortan auch ihre Privaträume befanden. Ebenso wurde die Ida-Höhe zu ihren Ehren benannt.
Ida zu Schaumburg-Lippe erkrankte noch vor der Geburt der jüngsten Tochter an einer Lungenentzündung. Sie verstarb an den Folgen dieser Erkrankung im Alter von 39 Jahren am 28. September 1891 kurz nach 17 Uhr. Fürstin Ida wurde am 2. Oktober als erstes fürstliches Familienmitglied in dem von ihrem Mann errichteten Mausoleum bei Waldhaus beigesetzt.

## Nachkommen
Aus der Ehe mit Heinrich XXIII. gingen sechs Kinder hervor:
- Heinrich XXIV. (1878–1927)
- Emma Karoline Hermine Marie (1881–1961) ⚭ Erich Graf von Ehrenburg (1880–1930)
- Marie Agnes (1882–1942) ⚭ Ferdinand Freiherr von Gnagnoni (1878–1955)
- Caroline Elisabeth Ida (1884–1905) ⚭ Wilhelm Ernst von Sachsen-Weimar-Eisenach (1876–1923)
- Hermine (1887–1947) ⚭ I. (1907) Prinz Johann Georg von Schoenaich-Carolath (1873–1920); ⚭ II. (1922) Ex-Kaiser Wilhelm II. (1859–1941)
- Ida Emma Antoinette Charlotte Victoria (1891–1977) ⚭ Christoph Martin zu Stolberg-Roßla (1888–1949)